# Plationus polyacanthus
Plationus polyacanthus är en hjuldjursart som först beskrevs av Ehrenberg 1834.  Plationus polyacanthus ingår i släktet Plationus och familjen Brachionidae. Inga underarter finns listade i Catalogue of Life.